# Джонатан Едвардс
Джонатан Едвардс  (англ. Jonathan Edwards, 10 травня 1966) — британський легкоатлет, олімпійський чемпіон, рекордсмен світу в потрійному стрибку.
Рекорд світу Джонатан Едвардс встановив на чемпіонаті світу 1995 року в Готеборзі. Власне він встановив два рекорди, спочатку стрибнувши на 18 м 16 см, а через 20 хвилин на 18 м 29 см. Едвардсу також належить результат 18 м 43 см, який не було зафіксовано як рекорд через надто сильний сприятливий вітер.
Едвардс завершив спортивну кар'єру 2003 року. Він був членом організаційного комітету Лондонської олімпіади 2012 року.
На початку своєї кар'єри Едвардс був ревним християнином, і навіть відмовлявся змагатися в неділю, але 2007 року він оголосив, що втратив віру.

## Виступи на Олімпіадах
| Олімпіада      | Дисципліна        | Місце             |
| -------------- | ----------------- | ----------------- |
| Сеул 1988      | потрійний стрибок | 23 (кваліфікація) |
| Барселона 1992 | потрійний стрибок | 35 (кваліфікація) |
| Атланта 1996   | потрійний стрибок | 2                 |
| Сідней 2000    | потрійний стрибок | 1                 |